# 凱伊納

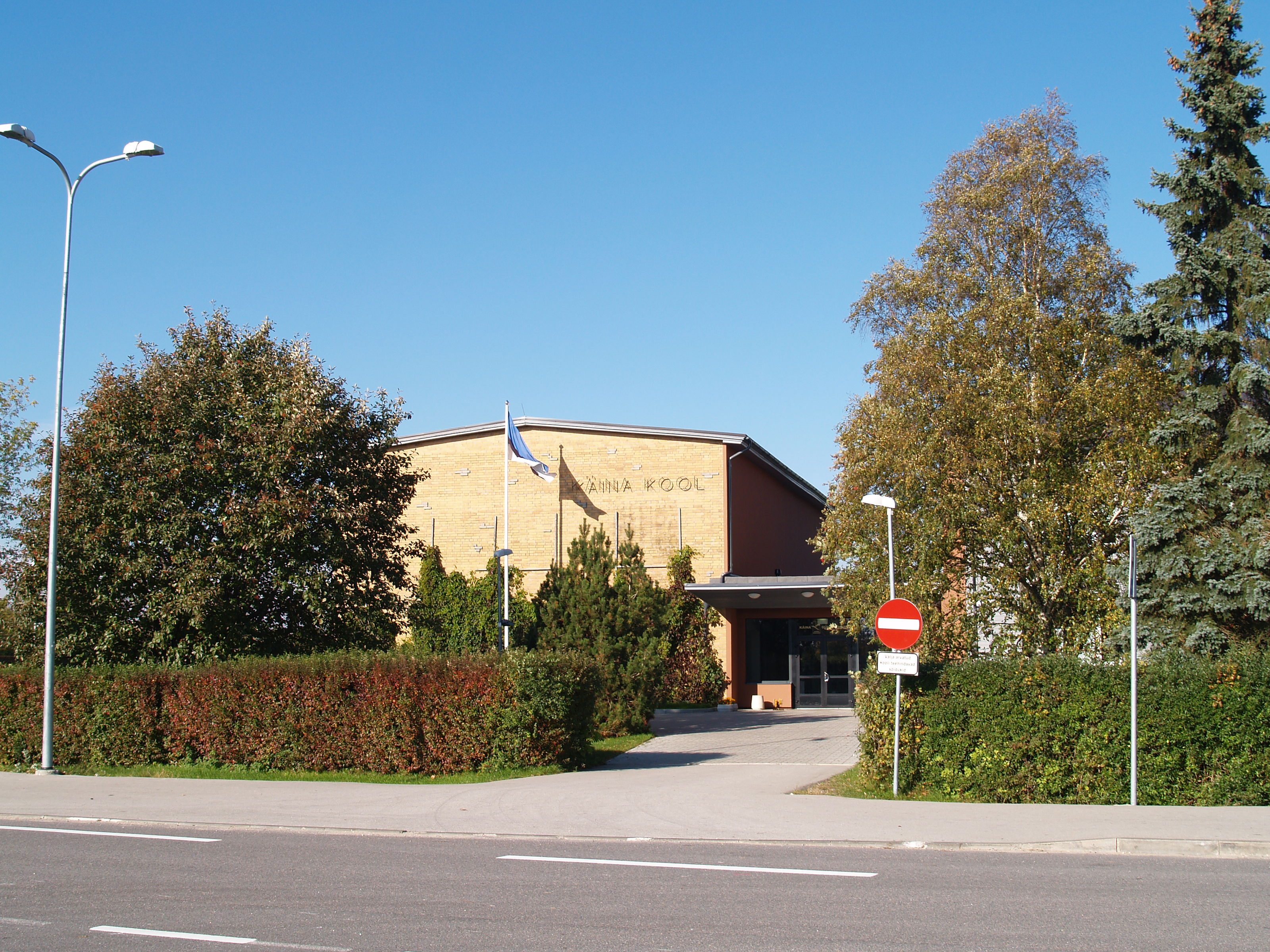
凱伊納高中

凱伊納是愛沙尼亞希烏縣希乌马市镇的小鎮，位於該國西北部，在2017年行政改革前是凱伊納市镇的行政中心，處於凱爾德拉以南19公里，2011年該城鎮人口690。